# Sejerby
Sejerby is een plaats in de Deense regio Seeland, gemeente Kalundborg, en telt 230 inwoners (2008).
Sejerby ligt op het eilandje Sejerø, 5 km ten westen van Seeland.